# Société de Saint-Léonard
La société de Saint-Léonard (1836-1927) est un ancien constructeur de machines et outils et notamment de locomotives à vapeur, elle est créée par Jean-Henri Regnier-Poncelet et Charles de Brouckère et située au faubourg de Saint-Léonard à Liège en Belgique.

## Histoire

### Origine: les ateliers de Saint-Léonard
En 1808, une fonderie de zinc est créée au faubourg Saint-Léonard par l'abbé Dony qui engage, en 1809, Jean-Henri Regnier comme directeur. Ce n'est qu'après son mariage avec Anne-Eugénie-Galatée Poncelet en 1821 qu'il modifie son nom en Regnier-Poncelet. Le 27 mai 1825 Jean-Henri Regnier-Poncelet achète des terrains au 1 de la rue Saint-Léonard pour y ouvrir des ateliers, incluant sans-doute la fonderie, pour y « fabriquer de l'acier, des limes et des outils ». La qualité de sa production lui permet d'obtenir une renommée qui favorise sa réussite et l'ammène en 1835 à choisir de développer son affaire en s'associant pour créer une société anonyme.

### Création de la société de Saint-Léonard
La « société de Saint-Léonard » est une société anonyme créée par Charles-Marie-Joseph-Ghislain de Brouckère, directeur de la Monnaie et de la banque de Belgique, chevalier de l'ordre de Léopold, demeurant à Bruxelles, place de la Monnaie et Jean-Henri Regnier-Poncelet, fabricant, demeurant à Liège, 245 faubourg de Saint-Léonard. Les fondateurs ont établi les statuts de la société dans l'hôtel de la Banque de Belgique, à Bruxelles, le 13 février 1836,.
Les statuts prévoient notamment que : son objet est la fabrication du fer et de l'acier pour la construction d'outils et de machines , elle débutera le 15 février 1836 et finira le 30 décembre 1925 ; l'apport de monsieur Regnier Poncelet comporte : 
1) un terrain enclos de murs, situé à Liège, faubourg Saint-Léonard, faisant l'angle d'un bastion de la prison sur les fossés, longeant d'un autre côté la rue du faubourg Saint-Léonard, adossés au nord à différents jardins et cotillages, et au levant à M. Berryere, distillateur, autrefois la dame veuve Luggers, lui appartenant suivant trois actes, passés devant le notaire Libert Boulanger et son collègue, le premier sous la date du 27 mai 1825, le second le 30 avril 1831, et le troisième le 19 octobre 1832. Le tout mesurant approximativement un bonnier et soixante perches.
2) les bâtiments élevés sur ledit terrain, consistant en une maison d'habitation de maître, bâtiments de fabriques, fonderie, forges, et tout autres.
3) les machines, outils modèles, matières premières en fabrication ou fabriquées, telles qu'elles se trouvent, sans aucune exception, sur les lieux, et dont l'inventaire sera dressé le 15 de ce mois.
4) son industrie, sa clientèle, deux brevets d'invention pour faux et boites de voitures à réservoir d'huile pour chemin de fer. Il reçoit pour cet apport six cents actions représentant un capital de 600 000 francs ; de son côté, la banque apporte un capital de 600 000 francs, pour lequel elle recevra six cents actions.
Cette partie du capital social sera affectée à parfaire l'établissement, et l'excédant à servir au capital roulant. 
Sont nommés administrateurs : Ch. de Brouckere (directeur de la banque), Regnier-Poncelet (fabricant), le comte Vilain XIIII (administrateur de la banque), Ch. Dubois (banquier à Liège), et J. B. Kauffman (directeur du trésor à Liège) ; Regnier Poncelet est nommé directeur à vie, son traitement sera de sept mille francs et du logement dans l'établissement,,.
Par ailleurs Regnier Poncelet cède à la société deux brevets obtenus par lui 
le premier de dix années, en date du 13 mai 1831, pour perfectionnement d'une faux,
le second également de dix années, en date du 24 octobre 1834 pour l'invention de trois espèces de boites  d'essieux à réservoir d'huile pour bissel.
La création de la société, les cessions et les statuts sont approuvés le 12 mai 1837.

### Évènements significatifs
La première locomotive est construite en 1840.  La direction est ensuite confiée à Hubert Joseph Vaessen entre 1865 et 1880
En 1884, conformément au droit belge (loi belge du 18 mai 1873 sur les S.A), est fondée une nouvelle société conservant l'ancienne dénomination.
En 1900, la fonderie et une partie des ateliers sont transférés à Herstal. En 1911, la société acquiert un terrain de 30 hectares à Ans.
En 1916, l'usine est mise sous séquestre par l'occupant allemand. D'importantes réquisitions ont été effectuées par l'occupant.
En 1922, l'usine SL participe au capital d'une nouvelle entreprise polonaise Cegielski à  Poznań, associée à deux autres constructeurs, Cockerill et la Société Franco-Belge
En 1927, la liquidation de l'entreprise est déclarée, à la suite d'un litige sur une commande de locomotives concernant 6 machines E de type prussien G10 pour les chemins de fer Helléniques. 
La firme ferme ses portes en 1932. Elle aura fabriqué la quantité de 1965 locomotives à vapeur.

## Machines préservées
- La 18.051 (Type 18), est conservée par la SNCB et exposée au musée Train World[11].
- La 141-TB-424 (141 T Est 4401 à 4512 puis 141 TB) construite en 1913 pour les Chemins de fer de l’Est et est préservée en état de marche par l'AAATV de Mulhouse[12] et est utilisée par le Train à vapeur du Trieux[13].

Images de locomotives préservées
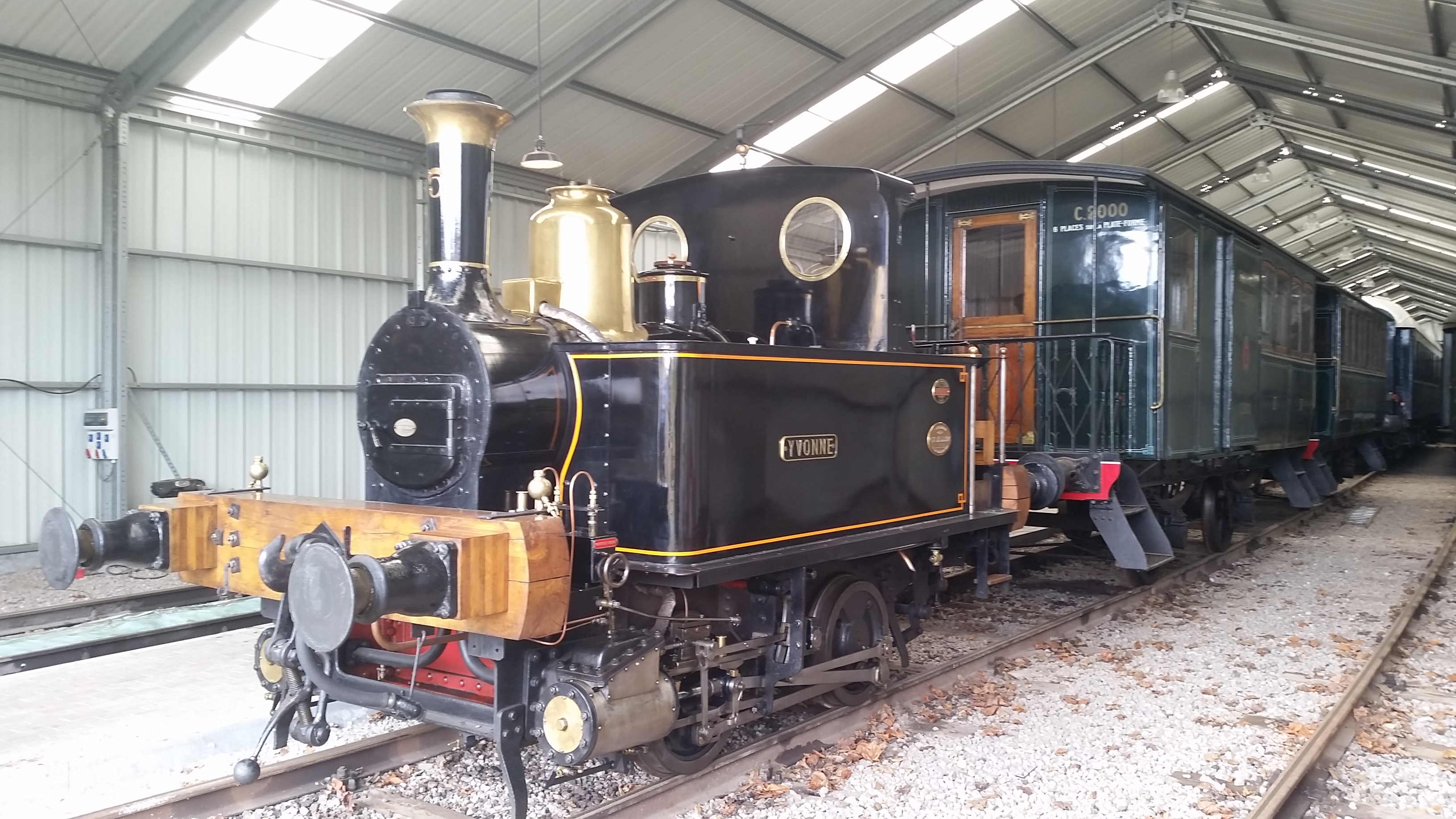
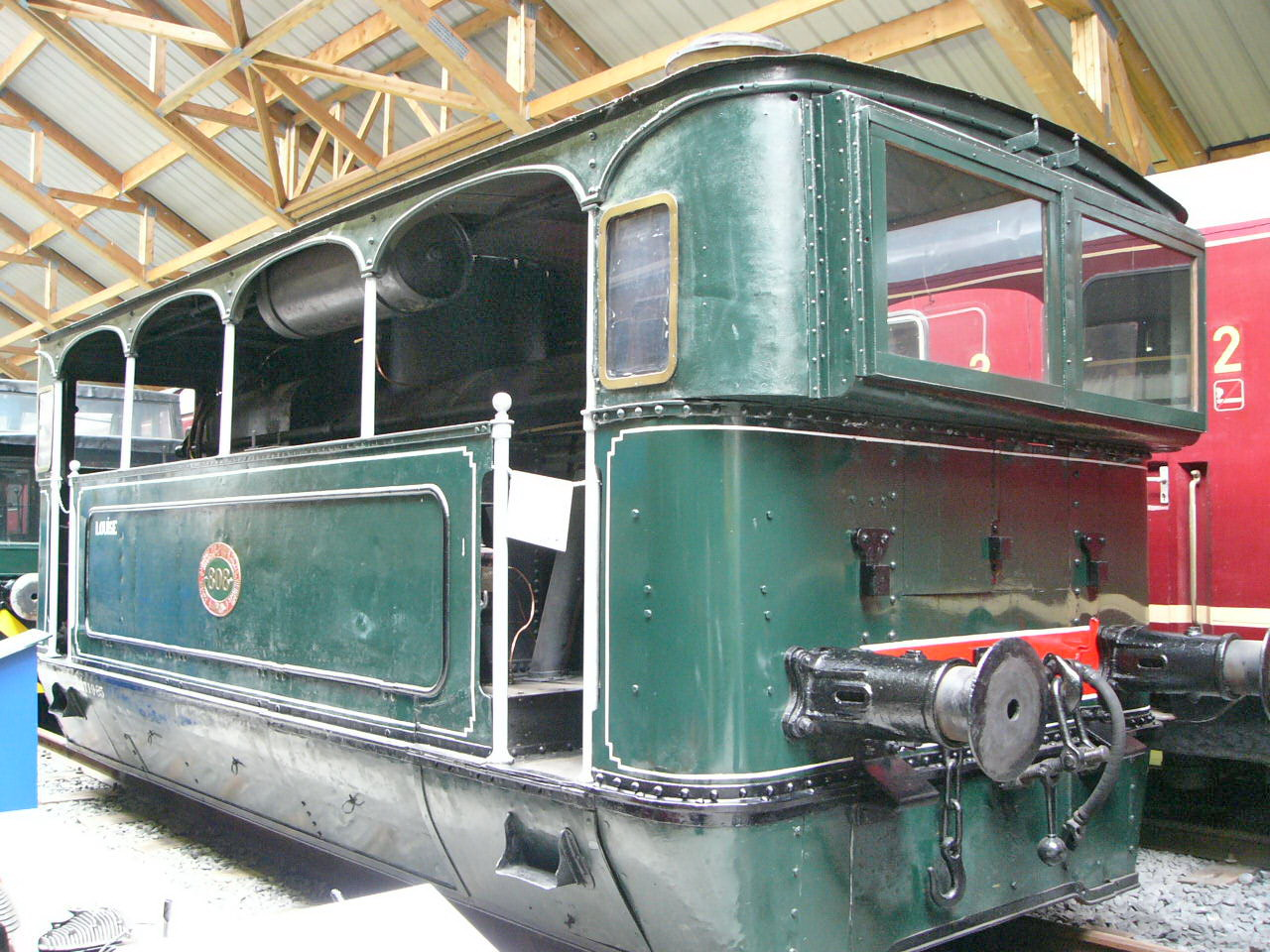
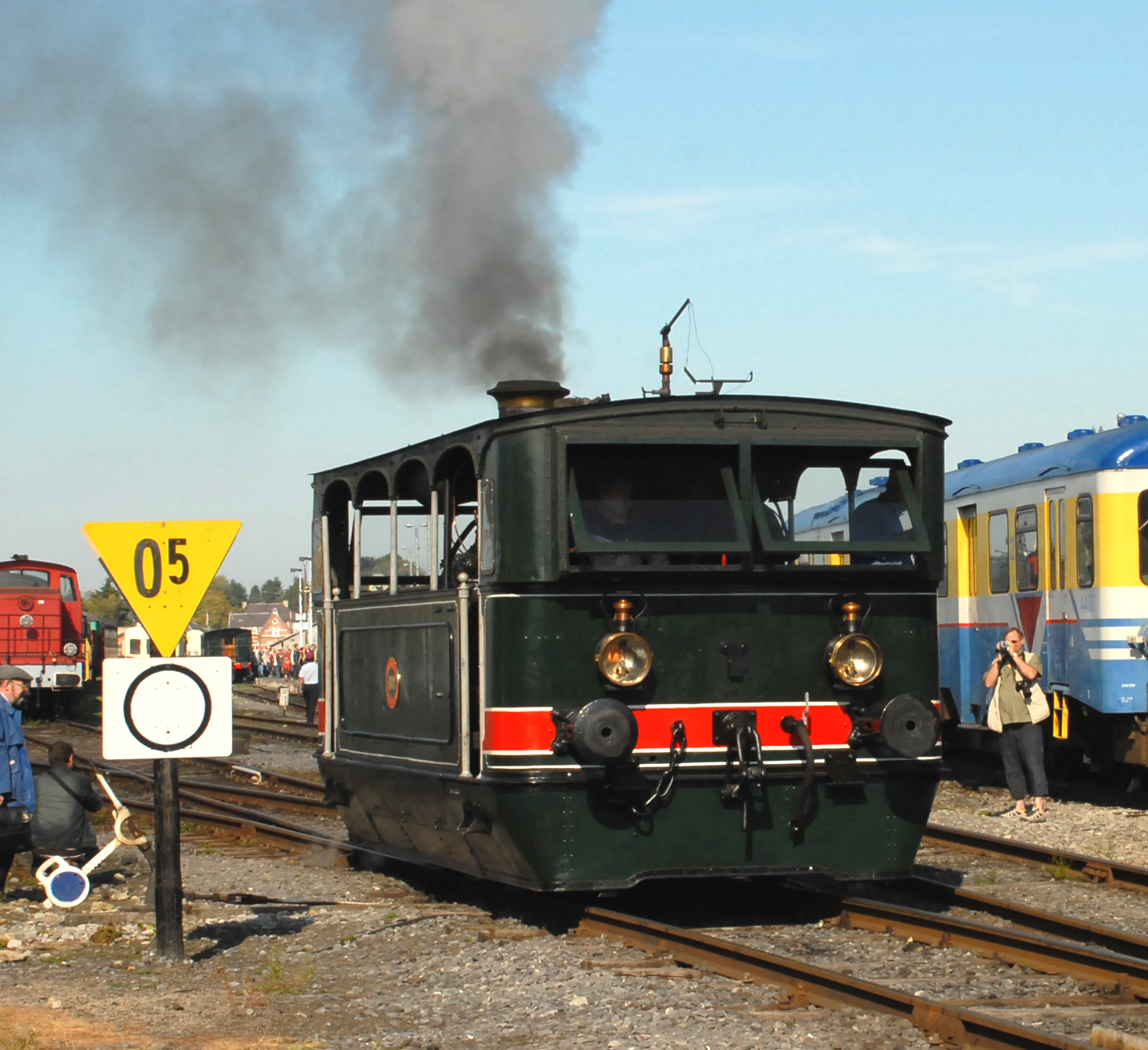
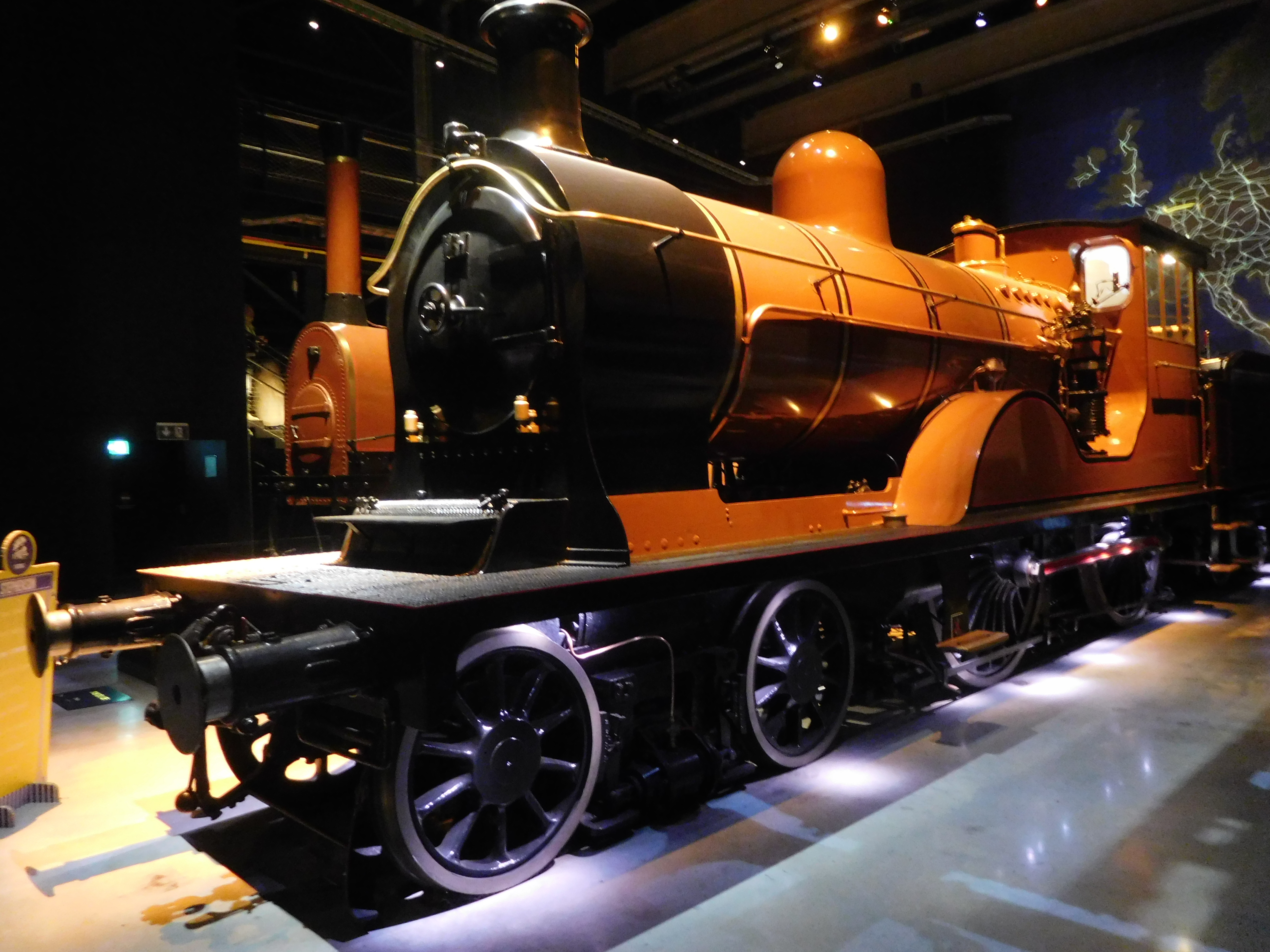
1851 à Train World